# Makoto Okubo
Makoto Okubo (大久保 誠 Ōkubo Makoto?,  nacido el 3 de mayo de 1975 en Nagasaki) es un exfutbolista japonés. Jugaba de centrocampista y su último club fue el Sanfrecce Hiroshima de Japón.

## Trayectoria

### Clubes
| Club                | País  | Año         |
| ------------------- | ----- | ----------- |
| Sanfrecce Hiroshima | Japón | 1998 - 2000 |